# Burkiwci (obwód kijowski)
Burkiwci (ukr. Бурківці) – wieś na Ukrainie, w obwodzie kijowskim, w rejonie białocerkiewskim. W 2001 liczyła 571 mieszkańców, wśród których 559 jako ojczysty język wskazało ukraiński, a 12 rosyjski.